# Yahoo!ショッピング
Yahoo!ショッピング（ヤフーショッピング）は、ソフトバンクグループのLINEヤフー（Yahoo! JAPAN）が提供するインターネットショッピングモールである。

## 概要
1999年9月9日にオープン。2007年11月29日にリニューアル。楽天市場と同様のモール型ECサイトである。
2013年10月7日に「eコマース革命」と称し、出店者向けプランの無料化に踏み切り、2014年2月12日よりYahoo!プレミアム会員登録を行った個人も販売可能となった。
2013年度第4四半期のショッピング関連取扱高は過去最高を達成。その後、2014年6月末における出店者数は13.4万ストア、商品数は1億点を突破し、消費増税の影響を受けながらも前年同四半期での取扱高の増加は継続している模様。2016年にはプロ野球・千葉ロッテマリーンズの本拠地である千葉マリンスタジアム（ZOZOマリンスタジアム）の命名権を獲得した。
本サイトを運営しているZホールディングス（ソフトバンクグループ）は2019年からPayPayモールを開設・運営しているが、利用者から違いが分かりにくいという意見が出ていたほか、ヤフーとしても同業サイトである楽天グループやAmazon.co.jpに対抗する目的もあり、2022年10月12日に同モールを本サイトに統合した。また、統合に伴いPayPayモールに出店していた日本最大のファッション通販サイトを運営するZOZOが「ZOZOTOWN Yahoo!店（旧PayPayモール店）」を出店した。

## 特徴

### eコマース革命
「ヤフーは間違っていた」(孫正義、ヤフー株式会社取締役会長)、「インターネット上で買えないものをなくす」(小澤隆生、同執行役員ショッピングカンパニー長)、のもと2013年10月7日にビジネスモデルの変革を発表し、即日実施した。
従来は出店者から徴収していた、毎月の出店料、売上ロイヤルティを「無料化」した。また、出店者から顧客へのメール送信や自社サイトへの送客も「自由」とし、「無料」＋「自由」で買い物にまつわる摩擦係数ゼロを目指すとした。あくまで狙いはeコマース全体を盛り上げること、そしてYahoo!ショッピングはその為のメディアになりきることであり、Amazon、楽天といった同種サービスと争う為ではないとした。

### 出店者向けプラン
ライト出店、プロフェッショナル出店といったツールと機能の異なる2つの出店形式が存在するが、いずれも「初期費用」「毎月の固定費」「売上ロイヤルティ」が無料(但しそれ以外の決済手数料等は有料)。

### 個人出店
2014年2月12日より、従来の法人に加えて個人も商品を販売することが可能になった。販売にはYahoo! JAPAN IDの取得と、Yahoo!プレミアム会員への登録が必要。

### Tポイント
Yahoo!ショッピングでは、Yahoo!ポイントをポイントサービスとして提供していた。Yahoo!ポイントは2010年からTポイントと提携し、相互交換はできないが、Yahoo!ポイントとTポイントのどちらを貯める/使うか選択できるようになった。2012年6月19日に運営会社のヤフー株式会社とカルチュア・コンビニエンス・クラブ株式会社にて、戦略的資本・業務提携を発表。2013年7月1日より、Yahoo!ポイントがTポイントに統合・T-IDがYahoo! JAPAN IDに統合されたことにより、Yahoo!ショッピングではTポイントが貯まり、利用できるようになっていた。
2022年4月からYahoo!ショッピングでの利用・付与分をPayPayボーナス（現・PayPayポイント）に移行するのに伴い、同年3月31日付で同ショッピングでのTポイントの利用・付与を終了した。

## LOHACO
アスクル株式会社とヤフー株式会社の提携により運営するネットショッピングサイトであるLOHACOは、Yahoo!ショッピング上で販売を行う1つの出店者という位置づけである。

## 事件・トラブル
Yahoo!ショッピングに家電通販サイト「まいど」を出店していたディーケイシーが、自らが出品した商品を大量に購入することで、Yahoo!からポイントを不正取得していた疑いがあることが2015年3月に判明し、Yahoo!は詐欺容疑でディーケイシーの告訴を検討中である。